# Alan Madsen
Alan Fensten Madsen (* 30. August 1978 in Skovby, Galten) ist ein ehemaliger dänischer Basketballspieler.

## Werdegang
Madsen begann in Viby mit dem Basketballsport, spielte dann in Stavtrup, sein Vater Torben war Basketballtrainer, -schiedsrichter und -funktionär. Noch als Jugendlicher wechselte Alan Madsen in den Nachwuchs von Åbyhøj IF, mit dem Verein wurde er 1992 dänischer Jugendmeister. Danach ging er für ein Jahr in den US-Bundesstaat North Carolina.
Im Anschluss an seine Rückkehr aus den Vereinigten Staaten schloss sich der 1,89 Meter große Aufbauspieler dem dänischen Erstligisten Horsens IC an und gewann mit der Mannschaft 1998 die dänische Meisterschaft. Er spielte zwei Jahre in Horsens, 1998 ging er zu Åbyhøj zurück. Ab 2006 legte er eine rund zweijährige Pause als Leistungsbasketballspieler ein, war ab Januar 2008 wieder Mitglied des Horsens IC, ging 2009 nach Åbyhøj zurück.
2010 wechselte er abermals von Åbyhøj, wo er Spielführer war, zum Horsens IC. Später war Madsen Spielertrainer von BMI-Basketball in Beder. Den Verein führte er in die zweite dänische Liga, er war dort bis 2017 tätig. Madsen war dänischer Nationalspieler, er bestritt acht A-Länderspiele.